# Tetapaga Lake
Tetapaga Lake är en sjö i Kanada.   Den ligger i Nipissing District och provinsen Ontario, i den sydöstra delen av landet, 400 km nordväst om huvudstaden Ottawa. Tetapaga Lake ligger 300 meter över havet. Arean är 0,71 kvadratkilometer. Den sträcker sig 0,8 kilometer i nord-sydlig riktning, och 2,5 kilometer i öst-västlig riktning.
I omgivningarna runt Tetapaga Lake växer i huvudsak blandskog. Runt Tetapaga Lake är det mycket glesbefolkat, med 2 invånare per kvadratkilometer.